# Procol Harum

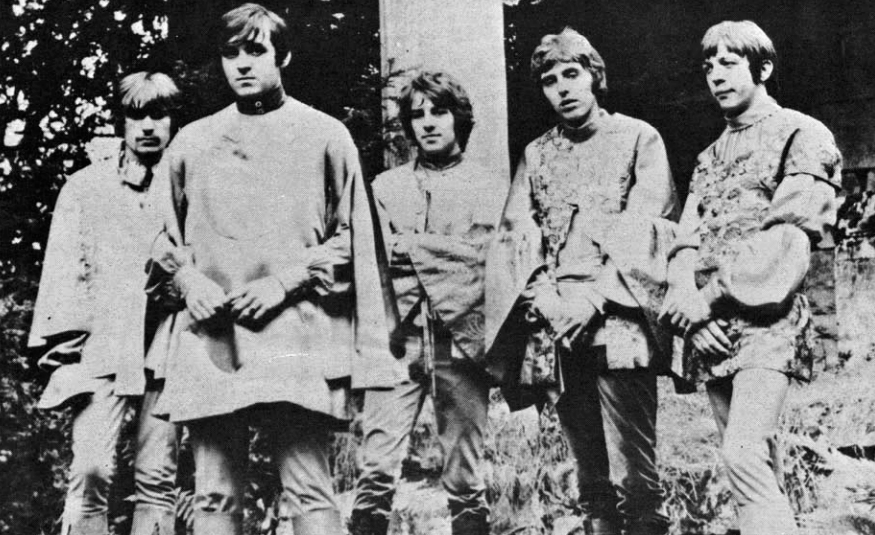
Procol Harum (1967)

A Procol Harum egy brit rockegyüttes, amely 1967-ben alakult. A progresszív rock, illetve a szimfonikus rock stílus képviselői. Legismertebb felvételük az 1967-ben megjelent „A Whiter Shade of Pale”. Az együttes 1977-ben feloszlott, 1991-ben álltak újra össze és a mai napig aktívak. 2003 óta csak válogatásalbumokat és koncertfelvételeket adtak ki. 2012 októberében a zenekart jelölték a Rock and Roll Hall of Fame-be.

## Tagjai

### Jelenlegi felállás
- Keith Reid – dalszövegek (1967–1977, 1991–jelenleg)
- Geoff Whitehorn – gitár (1991–jelenleg)
- Matt Pegg – basszusgitár (1993–jelenleg)
- Josh Phillips – orgona (1993, 2004–jelenleg)
- Geoff Dunn – dob (2006–jelenleg)

### Korábbi tagok
- Gary Brooker – ének, zongora (1967–1977, 1991–től; elhunyt 2022-ben)
- Matthew Fisher – orgona, ének (1967–1969, 1991–2003)
- Dave Knights – basszus (1967–1969)
- Ray Royer – gitár, (1967)
- Bobby Harrison – dob (1967)
- B.J. Wilson – dob, ütős hangszerek (1967–1977; elhunyt 1990-ben)
- Robin Trower – gitár, ének (1967–1971, 1991)
- Chris Copping – basszus, orgona (1969–1977)
- Dave Ball – gitár (1971–1972)
- Alan Cartwright – basszus (1972–1976)
- Mick Grabham – gitár (1972–1977)
- Tim Renwick – gitár (1977, 1991)
- Pete Solley – orgona (1977)
- Dee Murray – basszus (1977; elhunyt 1992-ben)
- Dave Bronze – basszus (1991–1993)
- Mark Brzezicki – dob (1991–1992, 2000-2006)
- Jerry Stevenson – gitár, mandolin (1991)
- Don Snow – orgona (1992)
- Ian Wallace – dob (1993; elhunyt 2007-ben)
- Graham Broad – dob (1995, 1997)
- Henry Spinetti – dob (1996)

## Diszkográfia

### Stúdiólemezek
- Procol Harum (1967)
- Shine on Brightly (1968)
- A Salty Dog (1969)
- Home (1970)
- Broken Barricades (1971)
- Grand Hotel (1973)
- Exotic Birds and Fruit (1974)
- Procol's Ninth (1975)
- Something Magic (1977)
- The Prodigal Stranger (1991)
- The Well's on Fire (2003)
- Novum (2022)